# ベルツリー
ベルツリー（ベルトゥリー、英語: Bell Tree）またはツリーベル（英語: Tree bells）は1つの軸に垂直に重ねられた逆さのカップ型のベルで構成される打楽器である。

## 概要

### 構造
ベルは、音高順に並べられており、数は約14〜28個程度。ベルは通常、微分音の音程で調整されており、正式な音階を表すものではない。グリッサンド奏法時には、ベルの音高の順序の不正確さは目立たず、違和感のない音が出すことが可能である。手で持てるタイプもある。

### 用途
ベルツリーは、音楽の始まりや終わりに「明るい」「きらめき」の効果を与え、複雑さを加えるためによく使用される。

## 歴史
ベルツリーは1950年後半に元祖サウンドエフェクトマンであるCarrol Bratmanによって開発された。